# Демесинов, Хатип Хабиевич
Хатип Хабиевич Демесинов — советский хозяйственный, государственный и политический деятель.

## Биография
Родился в 1924 году в ауле Шолтыгуль. Происходит из рода уак. а по другим данным из рода бултын племени кыпшак. Член КПСС.
С 1941 года — на хозяйственной, общественной и политической работе. В 1941—2003 гг. — бухгалтер, заместитель главного бухгалтера, главный бухгалтер в системе железных дорог, первый секретарь Лозовского (Успенского) райкома ЛКСМК, слушатель ВПШ, инструктор Павлодарского обкома, второй секретарь Галкинского райкома партии, председатель Лебяжинского райисполкома, второй секретарь Цюрупинского райкома партии, первый секретарь Ермаковского райкома партии, первый секретарь Майского райкома партии, заведующий отделом агитации и пропаганды, секретарь, второй секретарь Павлодарского обкома партии, секретарь Президиума Верховного Совета Казахской ССР, ответорганизатор Казсовпрофа, советник главы Павлодарской гор. администрации, председатель Павлодарского горсовета ветеранов войны и труда.
Избирался депутатом Верховного Совета Казахской ССР 10-го созыва.
Почётный гражданин города Павлодара (2002).
Умер в Павлодаре в 2003 году.